# Eutrema yungshunensis
Eutrema yungshunensis är en korsblommig växtart som först beskrevs av Wen Tsai Wang, och fick sitt nu gällande namn av Al-shehbaz och S.I. Warwick. Eutrema yungshunensis ingår i släktet skidörter, och familjen korsblommiga växter. Inga underarter finns listade i Catalogue of Life.